# Avenida Epitácio Pessoa (Rio de Janeiro)
Avenida Epitácio Pessoa é um importante logradouro da cidade do Rio de Janeiro. situa-se entre os bairros da Lagoa e Ipanema margeando a Lagoa Rodrigo de Freitas, nos lados leste e sul. e por ser um ponto conhecido, pois nele situam-se a Ilha dos Caiçaras, o Parque do Cantagalo e a sede náutica do Botafogo. 